# 앙드레자크 가르느랭

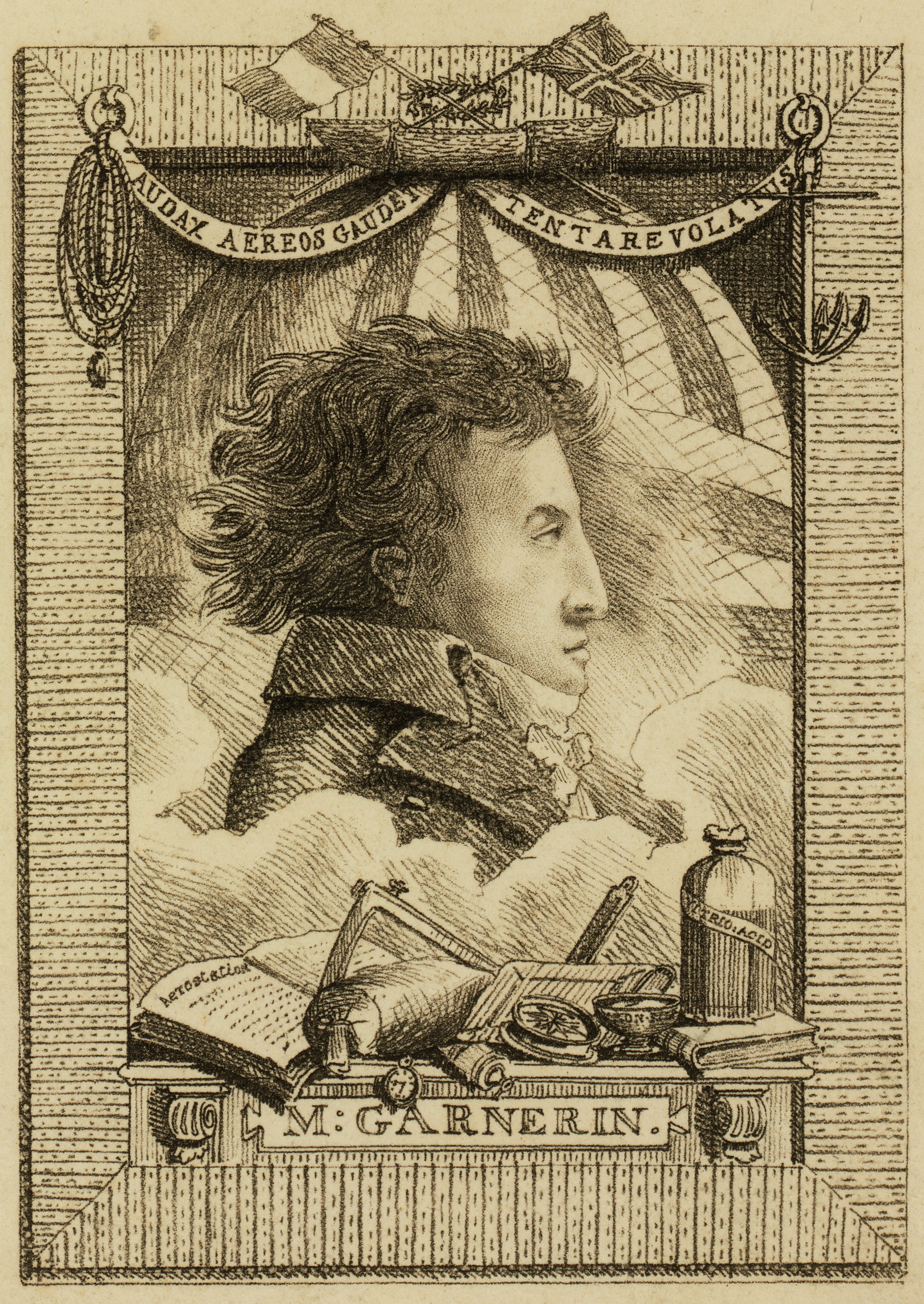
앙드레자크 가르느랭의 초상 (1802년)

앙드레자크 가르느랭(프랑스어: André-Jacques Garnerin, 1769년 1월 31일 ~ 1823년 8월 13일)는 프랑스의 현대 낙하산 발명자이다. 수소 풍선의 발명자 자크 샤를의 제자이기도 하다.